# Cusătoreasa
Cusătoreasa este o pictură în ulei realizată de Diego Velázquez între 1635 și 1643. Acum se află la National Gallery of Art din Washington, D.C., SUA.

## Subiect
Cusătoreasa este un portret neterminat, în care capul, modelat în lumină și umbră, este partea cea mai pe deplin realizată. Brațele și mâinile sunt schițate succint. Rezultatul afișează ușurința lui Velázquez pentru portretizarea gesturilor, metoda lui de a construi sumar personajul, precum și capacitatea sa de a sugera contopirea personajului în atmosfera din jur.
Au fost descoperite asemănări între Cusătoreasa și Doamna cu evantai; nu doar că trăsăturile feței par consecvente, dar, de asemenea, este realizarea feței și a pieptului. Deși identitatea subiectului nu este cunoscută cu certitudine, s-a presupus că este Francisca Vélazquez del Mazo, fiica artistului. Dacă, într-adevăr, subiectul din ambele tablouri este aceeași persoană, se sugerează că există o intimitate între artist și subiect.

## Atribuire
Atribuirea nu a fost necontestată. Încă din 1944, biograful F. J. Sánchez Cantón a concluzionat că pictura a fost începută de Velázquez, dar terminată de ginerele său, Juan Bautista Martinez del Mazo. Cu toate acestea, atribuirea tradițională a tabloului ca fiind în întregime a maestrului, este susținută de inventarul realizat al operei din camerele lui Velázquez la momentul morții sale, care include o descriere a unui „Alt cap, al unei femei care coase”.
Pictura a intrat în posesia lui Andrew W. Mellon în 1927, apoi în posesia National Gallery ca parte a colecției Mellon în 1937.

## Legături externe
- Cusătoreasa Arhivat în 16 septembrie 2008, la Wayback Machine. pe site-ul National Gallery of Art
- Velázquez , catalogul expoziției de la The Metropolitan Museum of Art (disponibilă online ca PDF), care conține material despre această lucrare (vezi index)